# Coptotrophis angustatus
Coptotrophis angustatus är en skalbaggsart som först beskrevs av Lewis 1888.  Coptotrophis angustatus ingår i släktet Coptotrophis och familjen stumpbaggar. Inga underarter finns listade i Catalogue of Life.